# Куле (Сілезьке воєводство)
Куле (пол. Kule) — село в Польщі, у гміні Попув Клобуцького повіту Сілезького воєводства.
Населення — 80 осіб (2011).
У 1975-1998 роках село належало до Ченстоховського воєводства.

## Демографія
Демографічна структура станом на 31 березня 2011 року:
|          | Загалом | Допрацездатний вік | Працездатний вік | Постпрацездатний вік |
| -------- | ------- | ------------------ | ---------------- | -------------------- |
| Чоловіки | 39      | 8                  | 23               | 8                    |
| Жінки    | 41      | 11                 | 19               | 11                   |
| Разом    | 80      | 19                 | 42               | 19                   |